# یووان اشتوکلین
یووان اشتوکلین (به آلمانی: Jovan Stoecklin) (زاده ۱۹۲۱، درگذشته ۲۰۰۸ میلادی) زمین‌شناس سوئیسی و چهره‌ای ماندگار در زمین‌شناسی ایران است که نقش تأثیرگذاری در توسعه علم زمین‌شناسی در ایران و بنیادگذاری سازمان زمین‌شناسی و اکتشافات معدنی ایران داشته است.
اشتوکلین از سال ۱۳۲۹ تا ۱۳۵۷ خورشیدی (۱۹۵۰ تا ۱۹۷۸ میلادی) مدت ۲۷ سال از عمر خود را در ایران گذرانده، تمامی سطح ایران را مطالعه و برای اغلب نقاط با همکاری بسیاری از زمین‌شناسان ایران، نقشه‌های زمین‌شناسی تهیه و تعداد زیادی از کانسارها و منابع نفت و گاز در خشکی را کشف نموده است. وی به همراه زمین‌شناسان سوئیسی و با همکاری زمین‌شناسان ایرانی بخش اکتشاف را در صنعت نفت بنیان نهادند. او در چند سال آغازین، مطالعات گسترده‌ای در بلوچستان و ایران مرکزی انجام داد و آثار ارزنده‌ای از خود به‌جای گذاشت. همزمان با تشکیل سازمان زمین‌شناسی کشور در قالب پروژه مشترک ایران با بخش توسعه سازمان ملل متحد به سازمان زمین‌شناسی کشور پیوست و نقش عمده‌ای برای بنیان این سازمان ایفا کرد.
اشتوکلین در سال ۲۰۰۶ میلادی خاطرات زندگی هشتاد و چند ساله‌اش را در یک نوشتار ۱۷۰ صفحه‌ای به نام «ایران، خاطرات یک زمین‌شناس» تدوین و تنظیم نموده و آن را به چهار فرزندش که در ایران متولد شده‌اند هدیه کرده است. این کتاب با نام «سرزمین پارس، خاطرات و نوشته های یک زمین شناس – یوان اشتوکلین» به فارسی ترجمه و توسط سازمان زمین‌شناسی و اکتشافات معدنی کشور منتشر شده است.
یووان اشتوکلین در ۱۵ آوریل ۲۰۰۸ میلادی (۲۷ فروردین ۱۳۸۷) در خانه‌اش در شهر کوچک زویزاخ سوئیس چشم از جهان فروبست.